# Ernest Désiré Glasson
Ernest Désiré Glasson, né à Noyon le 6 octobre 1839 et mort à Paris le 6 janvier 1907, est un juriste français, professeur de procédure civile et spécialiste de l'histoire du droit français, du droit romain et du droit comparé.

## Biographie

### Jeunesse et études
Il fait ses études à l'université de Strasbourg et finit premier du concours de l'agrégation de droit en 1865.

### Parcours professionnel
Il est professeur de procédure civile à partir de 1867. En 1899, il est nommé doyen honoraire de la faculté de droit de Paris, succédant à E. Garsonnet. Il est également recruté par Émile Boutmy au sein de l'École libre des sciences politiques, où il est l'un des très rares enseignants issus de la faculté de droit, qui est en concurrence avec l'école dans le cadre de la controverse Bufnoir-Boutmy sur l'enseignement du droit.
Il est élu membre de l'Académie des sciences morales et politiques en 1882. Charles Lyon-Caen lui succède comme doyen de la Faculté de droit.
Son épouse, née Colmet-Dâage, meurt en 1904. Ses obsèques sont célébrées à l'église Saint-Étienne-du-Mont et il est inhumé au cimetière du Montparnasse.

## Principales publications
Ses publications relatives à l'histoire du droit sont nombreuses et importantes.
- Du Droit d'accroissement entre cohéritiers et entre colégataires, en droit romain. Droit de rétention, sous l'empire du Code Napoléon (1862)
- Du Consentement des époux au mariage (1866)
- Étude sur les donations à cause de mort (1870)
- Éléments du droit français, considéré dans ses rapports avec le droit naturel et l'économie politique (2 volumes, 1875)
- Le Mariage civil et le divorce dans les principaux pays de l'Europe, précédé d'un aperçu sur les origines du droit civil moderne, étude de législation comparée (1879)
- Les Sources de la procédure civile française (1882) Texte en ligne
- Histoire du droit et des institutions politiques, civiles et judiciaires de l'Angleterre, comparés au droit et aux institutions de la France, depuis leur origine jusqu'à nos jours (6 volumes, 1881-1883), prix Odilon-Barrot de l'Académie des sciences morales et politiques en 1881[1]
- Étude sur Gaius et sur quelques difficultés relatives aux sources du droit romain (1885)
- Le Code civil et la question ouvrière, E. Pichon, (1886)
- Histoire du droit et des institutions de la France (8 volumes, 1887-1903)
- Code de procédure civile pour l'empire d'Allemagne, traduit et annoté par Ernest Désiré Glasson, Eugène Lederlin, François-Rodolphe Dareste de La Chavanne (1887)
- Le Parlement de Paris, son rôle politique depuis le règne de Charles VII jusqu'à la Révolution (1901) ; Réédition : Slatkine, Genève, 1974.
- Précis théorique et pratique de procédure civile, par E. Glasson, avec le concours, au point de vue pratique, de P. Colmet-Daage (2 volumes, 1902)
- Précis élémentaire de l'histoire du droit français (1904)